# Ratzenböck in Seydl proti Avstriji
Ratzenböck in Seydl proti Avstriji (opravilna številka 28475/12) je primer, v katerem je Evropsko sodišče za človekove pravice razsodilo, da z zavrnitvijo zahteve za uveljavitev instituta registrirane partnerske skupnosti za heteroseksualen par, ni prišlo do kršitve pravice do spoštovanja zasebnega in družinskega življenja, v konjunkciji s členom prepovedi diskriminacije. 

## Ozadje primera
Helga Ratzenböck in Martin Seydl sta zaradi zavrnjene prošnje za sklenitev registrirane partnerske skupnosti, kljub temu, da je ta institut namenjen izključno istospolnim partnerjem, vložila pritožbo na višjega avstrijskega regionalnega guvernerja, ki je to zavrnil. Nato je bila pritožba vložena na višje in ustavno sodišče, vendar je bila na obeh sodiščih, prav tako zavrnjena. Sodišča so se v razlogu za zavrnitev, sklicevala na možnost za uveljavitev zveze z institutom poroke, do katerega so raznospolni pari že upravičeni, medtem ko je bil institut registrirane partnerske skupnosti izdan zgolj za reduciranje diskriminacije proti istospolnim parom, ki predhodno niso imeli podobnega instituta pravne uveljavitve zveze

## Postopek
Pritožnika sta se sklicevala na pravico do spoštovanja zasebnega in družinskega življenja, v konjunkciji s členom prepovedi diskriminacije iz Evropske konvencije o varstvu človekovih pravic in temeljnih svoboščin. Po njuni navedbi, poroka zanju ni predstavljala ustrezne pravne uveljavitve zveze, saj institut registrirane partnerske skupnosti zanju odraža modernejšo in lahkotnejšo obliko zaveze. Z zavrnitvijo tega instituta, naj bi po njunih navedbah, prišlo do diskriminacije na podlagi njunega spola in spolnega usmerjenja. 
Sodišče je odgovarjalo na vprašanje, ali zavrnitev zahteve heteroseksualnega para za omogočeno uveljavitev registrirane partnerske skupnosti pomeni kršitev pravice do spoštovanja zasebnega in družinskega življenja, vključno s členom prepovedi diskriminacije, oziroma ali je pravna situacija pritožnikov primerljiva s situacijo istospolnih parov? 
Vsakdo ima pravico do spoštovanja svojega zasebnega in družinskega življenja, brez vmešavanja javne oblasti, kot tudi uživanje pravic in svoboščin, kar je zagotovljeno vsem ljudem brez razlikovanja glede na spol in druge okoliščine. Raznospolni pari so sicer v podobni situaciji kot istospolni pari, kadar se obravnava pravno priznanje in varovanje njihove zveze. Vendar je bil institut registrirane partnerske skupnosti uveden kot alternativa institutu poroke za istospolne pare, ki do tedaj niso imeli možnosti do drugih oblik pravnega priznanja njihovih partnerskih zvez. 

## Odločitev ESČP
Sodišče je ugotovilo, da imata oba instituta izjemno podoben pravni položaj, ter poudarilo dejstvo, da sta pritožnika, kot raznospolni par že imela omogočen institut poroke, s čimer je bila zadovoljena potreba po pravnem priznavanju njune zveze. Hkrati v svoji zahtevi nista navedla, da bi razlike v zakonih teh dveh institutov bistveno vplivale nanju. Sodišče je poleg tega ugotovilo tudi, da pritožnika nista bila v ustrezno podobni situaciji kot istospolni pari, hkrati pa ni prišlo do kršitve pravic do spoštovanja zasebnega in družinskega življenja, kot tudi prepovedi diskriminacije. 
Evropsko sodišče za človekove pravice, s predsedstvom Angelike Nußberger je razsodilo, s petimi glasovi proti dvema, da v danem primeru ni prišlo do kršitve člena prepovedi diskriminacije, niti do kršitve pravice do spoštovanja zasebnega in družinskega življenja. Sodnik Mits je podal pritrdilno ločeno mnenje, v katerem je navedel, da zaradi že obstoječega pravnega priznanja razmerij raznospolnih parov, s širšim institutom poroke, ni podlage, da bi bila situacija raznospolnih parov analogna situaciji istospolnih parov. Da pa situacija je analogna, sta zatrdila sodnika Tsotsoria in Grozev v njunem odklonilnem ločenem mnenju, ter dodala, da je za različno zakonsko obravnavanje zahtevana podrobnejša analiza. 